# Fanatik (film)
Fanatik (v anglickém originále The Fan) je americký filmový thriller z roku 1996. Režisérem filmu je Tony Scott. Hlavní role ve filmu ztvárnili Robert De Niro, Wesley Snipes, Benicio del Toro, John Leguizamo a Patti D'Arbanville.

## Děj
Gil Renard je obrovský fanoušek baseballu. Zbožňuje San Francisco Giants a žije jen pro ně. Klub právě podepsal smlouvu s novou hvězdnou, pálkařem Bobbym Rayburnem a to za rekordních 40 milionů dolarů. Gil basballem žije, ale mimo sport je jeho život katastrofou - jak v rodině, tak v práci. Zatímco je na pokraji ztráty svého zaměstnání jako prodejce loveckých nožů, jeho bývalá manželka Ellen proti němu získala soudní zákaz přiblíž se. Gil se i přesto snaží udržet vztah se svým synem Richiem.
Navzdory všemu se Gil stará jen o špatnou formu svého hrdiny, Bobbyho. Ten má problémy se zařazením do nového týmu a je v konfliktu s další hvězdou týmu, Juanem Primem, který mu odmítá postoupit číslo svého dresu. Velmi pověrčivý Bobby se tak musí vzdát svého čísla 11 a obléknout číslo 33. Gil je přesvědčen, že problémy jeho idolu jsou způsobeny právě tímto. Setká se s Primem a ubodá ho k smrti. Na nějaký čas je z vraždy svého spoluhráče podezříván Bobby, ale jeho herní výkon se zlepšuje. Jeho dotěrný fanoušek Gil mu však způsobí další problémy a začne ohrožovat i jeho syna Seana.

## Obsazení
| Robert De Niro      | Gil Renard    |
| Wesley Snipes       | Bobby Rayburn |
| Benicio del Toro    | Juan Primo    |
| John Leguizamo      | Manny         |
| Patti D'Arbanville  | Ellen Renard  |
| Ellen Barkin        | Jewel Stern   |
| Charles Hallahan    | Coop          |
| Andrew J. Ferchland | Richie Renard |
| Jack Black          | technik       |